# Isla Puercos
Isla Puercos es una isla del país suramericano de Ecuador frente al Océano Pacífico localizada en las coordenadas geográficas 03°22′39″S 80°16′03″O / -3.37750, -80.26750 al sur de la isla Tembleque y la isla San Antonio, al este de la isla Payana y al norte de la Isla Correa y del Canal internacional  de Capones límite natural entre Perú y Ecuador. Puercos pertenece administrativamente a la provincia ecuatoriana de El Oro.